# Vol Air Canada 189
Le 26 juin 1978, un Douglas DC-9 effectuant le vol Air Canada 189, un vol intérieur régulier reliant Ottawa à Vancouver, avec des escales prévues à Toronto et Winnipeg, s'est écrasé lors de la phase de décollage à l'aéroport international Pearson de Toronto, tuant deux passagers parmi les 107 personnes à bord de l'appareil.

## Avion
L'appareil impliqué est un Douglas DC-9-32, propulsé par deux turboréacteurs de type Pratt & Whitney JT8D et livré neuf à Air Canada en avril 1968. Au moment de l'accident, cet avion cumulé 25 476 heures de vol. Cet appareil, immatriculé CF-TLV, est également le 289e DC-9 construit à l'usine d'assemblage de McDonnell Douglas à Long Beach, en Californie.

## Accident
Lors de la phase de décollage, à 8h15, l'un des pneus du DC-9 a éclaté et s'est partiellement désagrégé, projetant des morceaux de caoutchouc sur le mécanisme du train d'atterrissage droit. Cela a déclenché une alarme dans le cockpit, incitant les pilotes à interrompre le décollage. 
L'appareil, cependant, a déjà parcouru les deux tiers de la piste 23L à ce moment-là, avec une vitesse de 154 nœuds (285 km/h). Il n'a pas pu s'arrêter avant la fin de la piste et a plongé du bord d'un talus en bout de piste, à une vitesse de 60 nœuds (110 km/h), avant de s'immobiliser dans un ravin aux abords d'Etobicoke Creek (en).
Le fuselage de l'avion s'est brisé en trois tronçons, mais malgré la grande quantité de carburant dans les réservoirs, il n'y a pas eu d'incendie consécutif au crash. Le site de l'accident était visible depuis l'autoroute 401, qui longe le côté sud de l'aéroport. Deux passagers, assis à l'emplacement ou la partie avant du fuselage s'est brisé, ont péri dans l'accident, tandis que les 105 autres passagers et membres d'équipage à bord ont été blessés.

## Enquête
L'enquête qui a suivi a révélé plusieurs causes de l'accident. Le commandant de bord, Reginald W. Stewart, a notamment attendu plusieurs secondes après l'allumage du voyant d'alarme du train d'atterrissage avant de choisir d'interrompre le décollage; une décision plus immédiate aurait évité la sortie de piste. 
Le rapport final a recommandé qu'un examen plus approfondi soit accordé aux pneus des avions d'Air Canada, afin d'éviter d'autres accidents de ce genre. Les enquêteurs ont également critiqué le niveau de formation insuffisant de l'équipage aux procédures de freinage d'urgence. 
La présence du ravin au bout de la piste a également été remise en question, mais rien n'a été fait à ce sujet. Ce problème a été à nouveau soulevé lorsque le vol Air France 358 s'est écrasé dans le même ravin 27 ans plus tard, à la suite d'une sortie de piste, lors d'un atterrissage par mauvais temps, sur la piste 24L de l'aéroport Pearson de Toronto.